# 娘が嫁ぐ朝
「娘が嫁ぐ朝」（むすめがとつぐあさ）は、1976年4月20日に発売されたチューリップの通算10枚目のシングル。

## 解説
リードボーカルは財津和夫。歌詞は、娘が嫁ぐ朝に既にこの世を去った妻を想う夫目線で描かれている。
リズムパターンはベイ・シティ・ローラーズの「バイ・バイ・ベイビー」のシャッフルのノリを意識して作成された。
メンバーは出演していないが、公式のミュージック・ビデオが存在する（当時まだミュージック・ビデオそのものが一般的ではなかった）。

## 収録曲
編曲：チューリップ
1. 娘が嫁ぐ朝
作詞・作曲：財津和夫
2. 風見鳥
作詞：安部俊幸　作曲：姫野達也